# Zlatko Krilić
Zlatko Krilić (Osijek, 1955.), hrvatski književnik, filmski i televizijski scenarist. Većinom piše djela za djecu i mlade.

## Životopis
Rođen je u Osijeku. U djetinjstvu je živio u Čepinu. Školovao se u Zagrebu, u kojem je završio Pedagošku akademiju. Napisao je knjige za djecu i mladež poput djela Početak plovidbe, Prvi sudar, Veliki zavodnik, Šaljive priče i priče bez šale te romane Čudnovata istina, Zagonetno pismo i Zabranjena vrata. Za odrasle je napisao roman Živi pijesak. Napisao je filmske i televizijske scenarije. U opusu su mu kazališni komadi, igrokazi Krilate lutke i Kazalište lutaka i drugi igrokazi. Dana 26. rujna 2020. godine izabran je za predsjednika Društva hrvatskih književnika.
Generalov carski osmijeh je ekraniziran kao film 2002. i ondje je scenarist i glumac. Zagonetno pismo ekranizirano je kao televizijska serija 1990. godine. Još jedno djelo mu je završilo na platnu kao kratki film, I galebovi su se smijali 2005. godine. Godine 2018. glumio je lovca u kratkom filmu Shadinu.

## Nagrade i priznanja
- Nagrada Grigor Vitez za pripovijetku Početak plovidbe.[1]

## Vanjske poveznice
- Zlatko Krilić u internetskoj bazi filmova IMDb-u (engl.)